# Krak dels Cavallers
El Crac dels Cavallers o Krak dels Cavallers (àrab: قلعة الحصن, qalʿat al-Ḥiṣn, literalment 'castell de la Fortalesa', actualment, o, històricament, حصن الأكراد, ḥiṣn al-Akrād, literalment ‘fortalesa dels Kurds’) és un castell que data de l'època de les croades. Està situat a l'oest de Síria, en els darrers contraforts de la serra del djebel Ansariyya, dins del territori que havia format part dels estats croats.
El nom català, Crac dels Cavallers, és modern i deriva del nom que rebia la fortalesa en època franca o croada, Crac de l'Hospital, en referència al fet que la fortalesa fou donada a l'orde de l'Hospital. El terme crac podria derivar de l'adaptació feta pels croats del nom àrab, akrad > crat (llatinitzat cratum), i d'aquí crac, però també podria ser que derivés del siríac karkā, ‘fortalesa’, mitjançant una forma intermèdia karak.
L'orde de Sant Joan de Jerusalem o de l'Hospital va regir el castell del 1142 al 1271, data de la conquesta per part de Bàybars I, soldà dels mamelucs. Aquesta conquesta va suposar la fi de 129 anys d'invencibilitat del castell, així com de la possessió cristiana d'aquest.
Thomas Edward Lawrence el va redescobrir el 1909, el dia del seu 21è aniversari i el va qualificar com el castell més bonic del món.
Des del 2006, el Krak ha estat inscrit en la llista del Patrimoni de la Humanitat de la UNESCO. Des del 2013 i a causa de la Guerra civil siriana està inscrit a la llista del Patrimoni de la Humanitat en perill.

## Situació geogràfica i cronologia

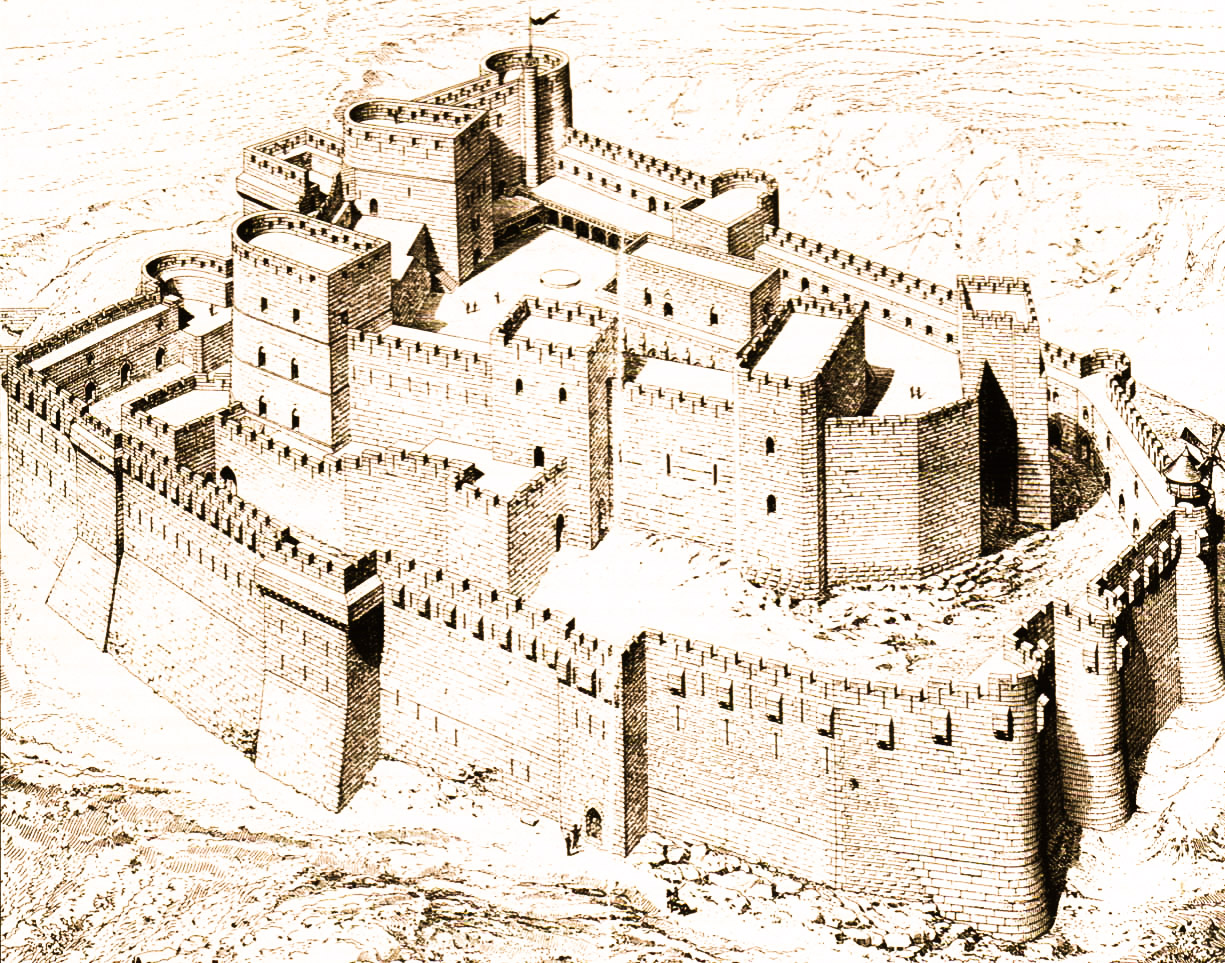
El Krak dels Cavallers (reconstrucció)

El castell domina la plana d'El-Bukeia i forma part de la xarxa defensiva que recorria les fronteres dels antics estats llatins d'Orient i controlava la falla d'Homs, punt estratègic i cruïlla de rutes, que unien Homs, a l'est, i Trípoli a la costa, així com Antioquia, al nord, i Beirut al sud. És un dels castells croats més prestigiosos i millor conservats.

### Antiguitat
L'Orient mitjà va ser sempre un punt de trobada entre civilitzacions. Hi varen créixer o passar els babilonis, els egipcis, els hitites, els hebreus, l'Imperi Romà, els perses, l'Imperi Romà d'Orient, els àrabs, els kurds, els francs i l'Imperi Otomà. Tots ells tenen la seva part en el castell.
La batalla de Qadesh va oposar Ramsés II als hitites el 1214 aC, segurament va tenir lloc a Tell Nébi Mend, a 50 km al sud-est del Krak, i es relata en baixos relleus de Luxor. S'hi veu una fortalesa erigida en les muntanyes. Qadesh va anar perdent pes en profit d'Èmesa, millor situada. Els romans, en un primer moment, i després els romans d'Orient van construir diferents fortificacions per fer front als perses, que van ser la base i el model per als àrabs durant la conquesta del 634 al 639.

### Conquesta arabomusulmana
Amb la conquesta omeia, la fortificació adquireix més bellesa, es treu l'aspecte més militar d'època romana d'Orient per crear un veritable palau. Es van aprofitar la presa del riu Orontes i l'aqüeducte per a arreglar un jardí al mig del desert. Amb la presa del poder pels abbàssides, el 750, continua el millorament i continua amb la presa del poder pels turcs, que no estaven acostumats a les accions militars basades en fortificacions.
Durant aquest període, arriben dos elements que canviaran el futur de la regió. De primer, el 909, els fatimites xiïtes s'oposen al poder abbàssida de Bagdad i funden una dinastia que regnarà al Magrib i s'estendrà a principis del segle xi fins a Palestina. Al-Hàkim, el califa, es llança llavors a una persecució dels cristians d'Orient i dels pelegrins a Terra Santa, que fins llavors havien estat ben tolerats. Va destruir els edificis cristians de Jerusalem i va tancar els pelegrinatges, cosa que va comportar que comencessin les croades.
En segon lloc, els seljúcides, turcs islamitzats sunnites, originaris de les estepes de l'est del mar d'Aral, es llancen a la conquesta de l'Orient Mitjà. Van conquerir Bagdad el 1071 i creen un califat que s'estén des de Turquia a Egipte, fins a Pèrsia. Es reconstrueix el Krak com a petita fortalesa el 1031 sota les ordres dels abbàssides, que hi instal·len una guarnició kurda per resistit la pressió seljúcida. La fortalesa es coneix com a Qàlat al-Hisn o Hisn al-Akrad, la ‘Fortalesa dels Kurds’.

### La primera croada

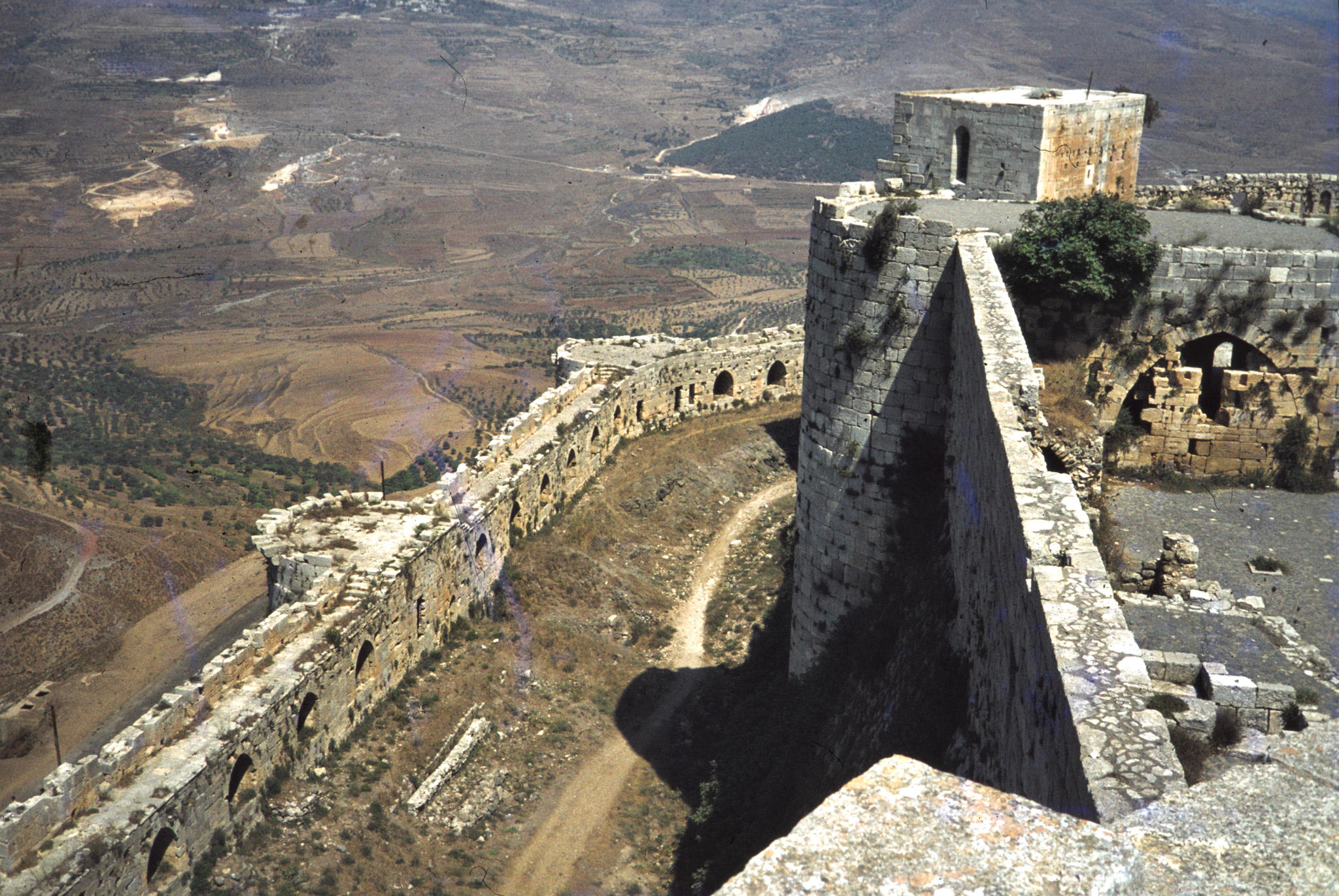
Espai entre els dos recintes emmurallats

El gener del 1099, quan va arribar la Primera Croada, la guarnició turca fou vençuda per Ramon IV de Tolosa, però la va abandonar, ja que el seu objectiu era Jerusalem. Els croats van intentar recuperar la fortalesa el 1102 i fou el regent d'Antioquia, Tancred d'Hauteville, qui la va conquerir el 1110 i hi va instal·lar una guarnició franca sota l'autoritat del comte de Trípoli. El 1115, una ofensiva d'Arslan, l'emir d'Alep, fou refusada.
Amb el pas dels anys, el Krak va anar tenint més importància, sobretot per la voluntat dels croats d'expandir-se cap a l'est, però el manteniment va provocar que Ramon II de Trípoli confiés la custòdia de la fortalesa a l'orde de Sant Joan de Jerusalem el 1142. A partir d'aquesta data, es comença a forjar el nom de Krak dels Cavallers.
Sota l'impuls hospitaler, es van construir moltes obres defensives al voltant del Krak, enllaçats amb senyals de foc i de coloms missatgers, sobretot amb els llocs d'Akkar i el castell Roig (ambdós dels hospitalers) i del castell Blanc i Arima (dels templers).

### La Segona croada
A partir de la segona meitat del segle xii, a continuació de la caiguda dels seljúcides i les victòries d'Imad-ad-Din Zengi sobre els croats, amb la pèrdua del comtat d'Edessa i de les taules, va comportar el setge de Damasc durant la Segona croada i l'arribada al poder de Nur-ad-Din, que va establir una unitat dels àrabs contra la pressió croada i també sobre el Krak.
El 1157, es va produir un terratrèmol que va danyar el castell i el mestre de l'Hospital Raymond du Puy el va fer restaurar i engrandir gràcies al finançament del rei de Bohèmia. Aquesta fou la primera d'una sèrie de quatre fases de treballs que es van allargar durant un segle i mig (1144-1170, 1170-1202, 1250-1271 i 1271-1285).
El 1163, Nur-ad-Din va intentar conquerir el Krak, però el seu exèrcit fou derrotat al peu mateix de la fortalesa per un atac sorpresa de la cavalleria franca, que va perseguir i delmar els enemics. El 1167, hi va haver un segon setge infructuós.
Hi va haver un segon terratrèmol el 1170, que va causar uns danys considerables, el Krak fou reconstruït i consolidat amb la inclusió de diversos elements d'arquitectura militar romana d'Orient.
Saladí va derrotar els croats en la Batalla d'Hattin, però no va poder conquerir el Krak. Quan va morir, el 1193, la unitat dels musulmans es va fragmentar i el dany fou menor per a la fortalesa, que va entrar en la seva edat d'or, amb la seva superfície de 2,5 hectàrees protegida per dues muralles concèntriques i independents. El Krak va allotjar una guarnició de 2.000 persones i va disposar de queviures per a cinc anys.

### La caiguda del Krak

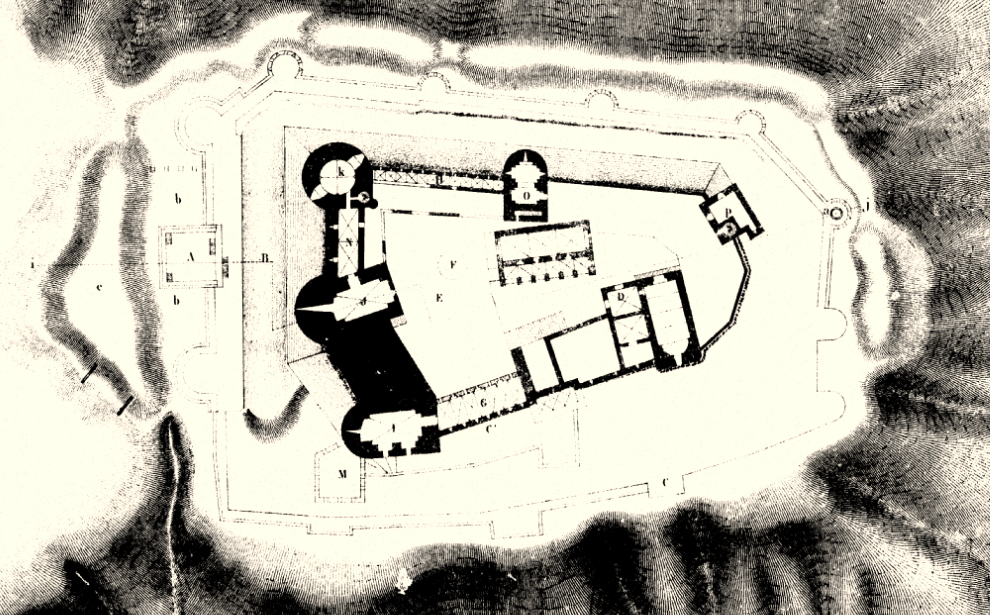
Plànol del Krak dels Cavallers

Al principi del segle xiii, es van reprendre els atacs, que foren rebutjats (1207, 1218) i, el 1223, la fortalesa va servir de punt de reunió a l'exèrcit croat per tal d'atacar Hama. També hi va haver altres atacs menors, però amb resultats estèrils.
Durant la segona meitat del segle xiii, mentre s'enfonsava tot el moviment croat, la guarnició de la fortalesa només incloïa 300 persones. Quan Bàybars I va esdevenir soldà dels mamelucs, el Krak va perdre els territoris on havia cobrat els tributs. Era una qüestió de temps que Bàybars ataqués la fortalesa, cosa que va passar el 1271. Va conquerir el primer recinte emmurallat i després va enviar una falsa missiva del Mestre templer per tal que es rendissin. D'aquesta manera, els hospitalers van negociar la rendició de la fortalesa a canvi de la seguretat que no serien morts i podrien retornar al seu país. Així, el 8 d'abril del 1271, el Krak passava a mans musulmanes definitivament.

### Després de les croades

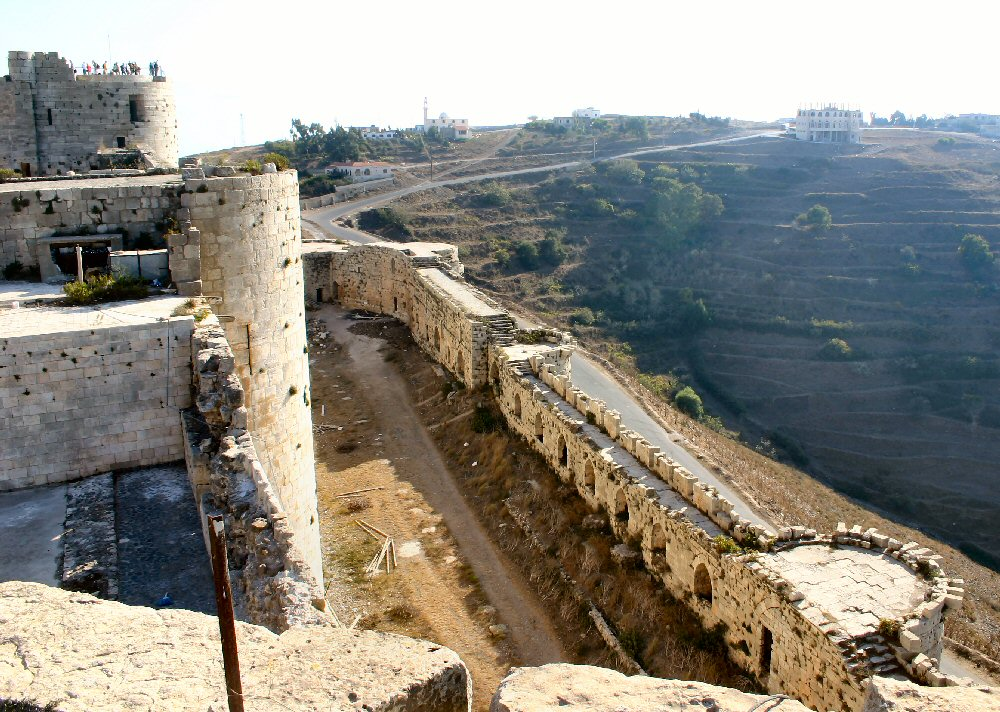
Espai entre els dos recintes emmurallats

Els mamelucs van usar i modificar el Krak i en van reformar el flanc sud amb un aqüeducte i un hammam, però el seu interès estratègic va disminuir progressivament amb la marxa dels croats. Les invasions mongoles de Tamerlà (1400-1401) i les dels otomans el 1516 van ignorar el lloc. Des d'aquesta època, el castell fou conegut com a Qàlat al-Hisn.
El castell va servir a partir de llavors de residència per al governador de la zona. El 1859, l'expedició de Guillaume Rey va trobar el castell en estat excel·lent i el 1909 fou visitat per T. E. Lawrence. El 1920, el castell va passar al control del mandat francès i va permetre la restauració del monument; el primer que es va fer fou construir un poble, que encara existeix avui dia, per a tota la gent que vivia dins del castell i aprofitava els murs de les muralles per a les seves cases. Ara bé, la manca de finançament només va permetre una restauració i, a més, hi havia la competència dels castells de Marqab i de Saladí.
El Krak va passar al control de Síria quan aquest país es va independitzar i, actualment, és un centre turístic important, amb el reconeixement de Patrimoni de la Humanitat.

## Arquitectura
El Krak dels Cavallers va esdevenir en un segle de construcció un dels exemples d'arquitectura militar defensiva millor realitzats de l'edat mitjana. Es va usar de manera intel·ligent la topografia i els elements arquitectònics de la cultura europea, romana d'Orient i àrab i, d'aquesta manera, la plaça era inexpugnable per poca guarnició que tingués; Bàybars va haver d'usar l'astúcia per rendir la fortalesa quan només estava defensada per 300 soldats. El seu sistema d'entrada era revolucionari, consistia en un llarg corredor entrecreuat amb molts morters per bombardejar amb pedres els enemics, així com robustes portes de fusta amb un sistema de politges que podien bloquejar els assaltants que haguessin pogut arribar fins allà. Aquest passadís conduïa a la sala d'armes del recinte exterior.

## Terreny
La fortalesa està construïda en un turó de 750 m d'altitud amb flancs abruptes, cosa que li dona gran avantatge en els setges; a més, els treballs dels talussos van reforçar aquest avantatge natural.

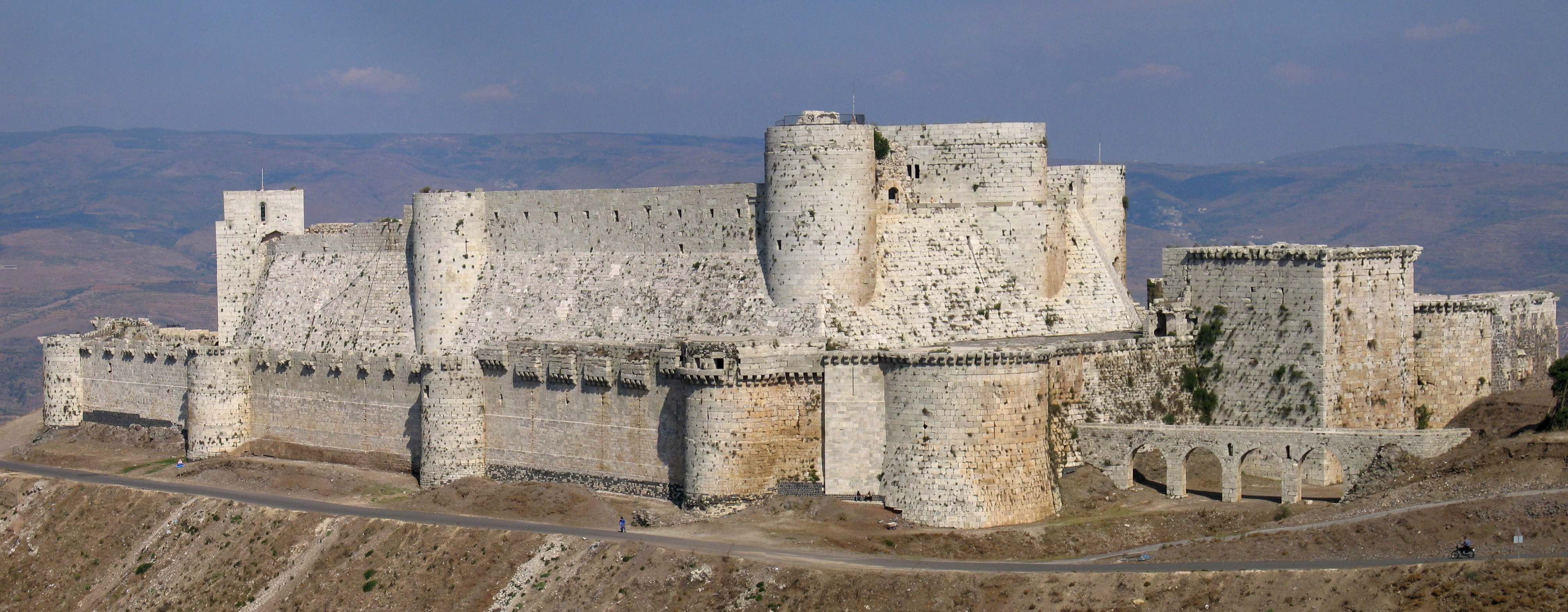
El Krak dels Cavallers

## Construcció

### Segle XII

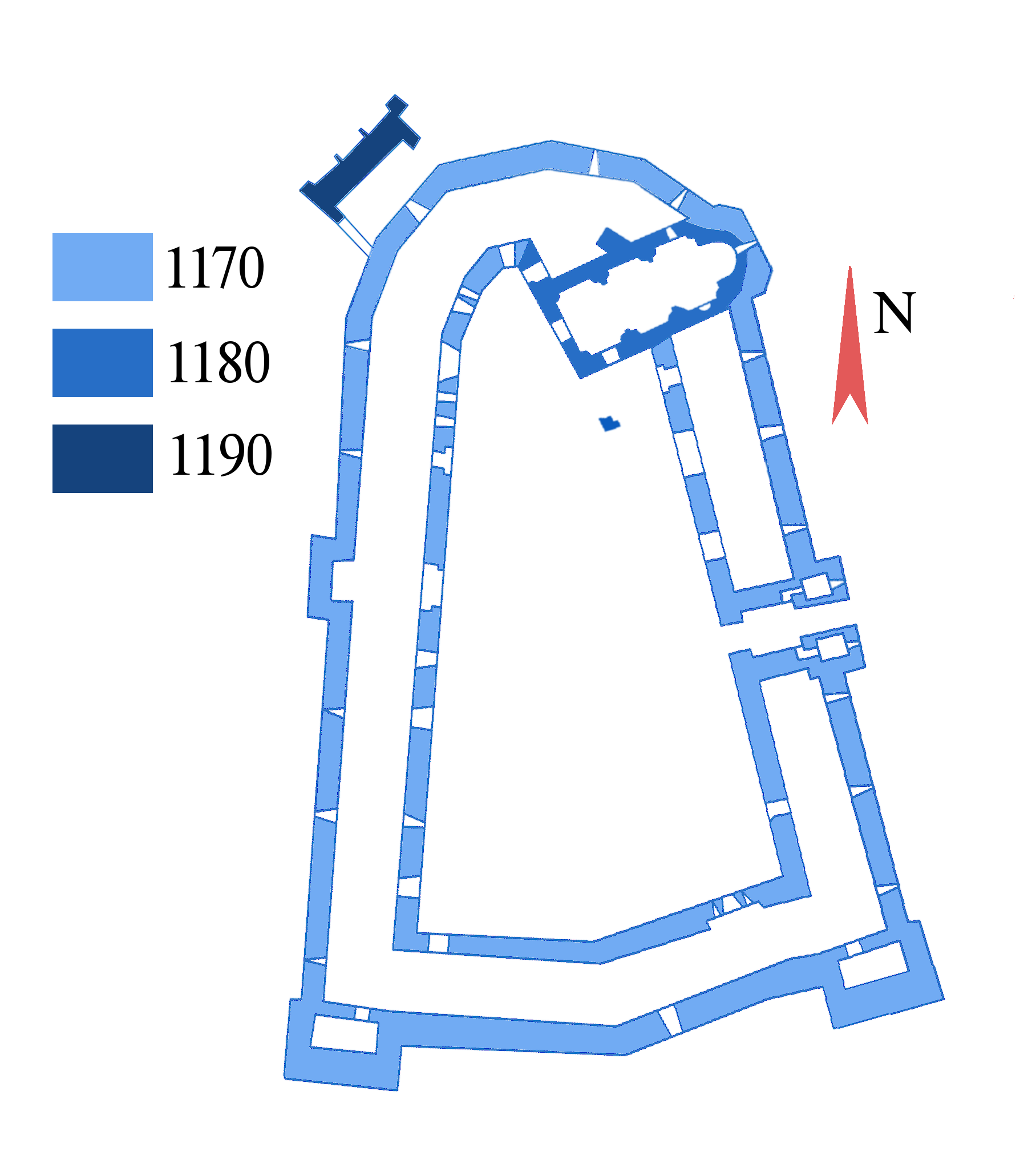
Construccions del 1170 al 1200

Després dels terratrèmols de 1157 i 1170, el Krak fou gairebé destruït i alhora reconstruït. No se sap res del plànol anterior a la destrucció. Els treballs començats el 1170 formen el nus central de la fortalesa actual: una gran galeria triangular de 270 m de llargada i gairebé 9 metres d'amplada, on vivien els frares hospitalers. Concebut com una caserna fortificada, aquesta galeria està coronada per una volta d'ogiva i està flanquejada per cinc torres quadrades. La capella es va construir el mateix 1170 a la torre nord-est i després reemplaçada al mateix lloc per una capella més gran, el 1180. Aquesta capella està envoltada amb braços i presenta als costats una sèrie d'arcades com l'arquitectura religiosa de l'Europa mediterrània de la mateixa època (Llenguadoc i Provença) i és característica de les capelles edificades a Terra Santa pels croats.
Tot el pati central de l'edifici reposa sobre un gran graner cobert amb volta que podia contenir, segons els autors contemporanis, fins a cinc anys de queviures i farratge. L'aigua de boca necessària per a resistir un setge s'extreia de les terrasses del castell i es guardava en cisternes.
Una sisena torre, la torre de les latrines, es va construir al nord-oest de la fortalesa cap al 1190. S'hi poden trobar dotze latrines i comunica amb el dormitori dels frares i permet guardar unes condicions sanitàries per a satisfer un setge prolongat. La importància històrica d'aquesta torre està en el fet que té les primeres construccions europees amb lladroneres, tècnica pròpia de la construcció militar àrab. També vigila una poterna dissimulada a la cara nord, que permet als assetjats d'intentar sortides per prendre l'enemic per sorpresa.
La construcció d'un segon mur per emmurallar un segon recinte va començar en els darrers anys del segle.

### seglexiii

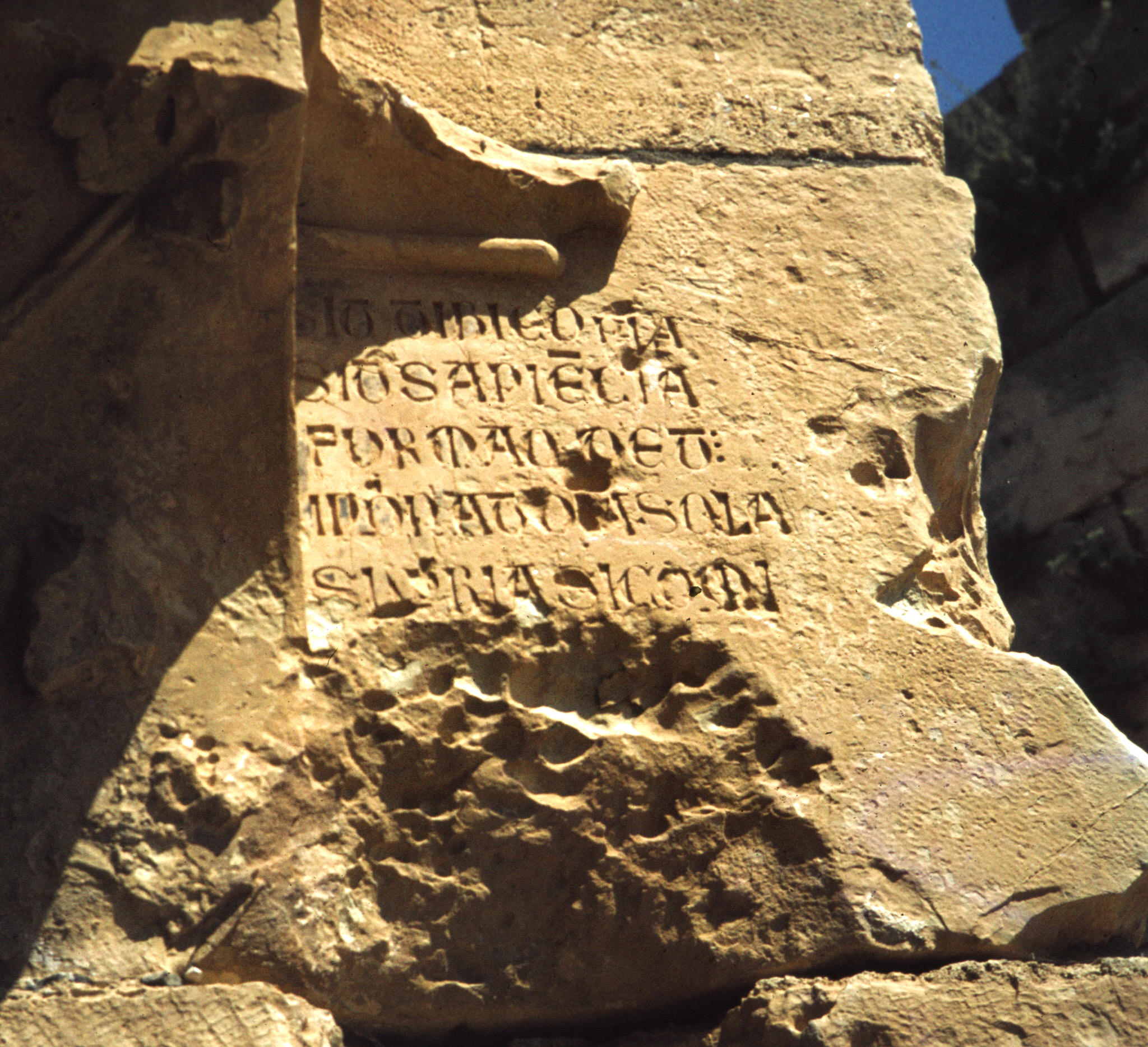
Sit tibi copia, sit sapientia, formaque detur; Inquinat omnia sola superbia, si comitetur

El 1202, després d'un nou terratrèmol, es van fer nous treballs que van canviar considerablement el krak, més contra els atacs que contra els sismes. De la mateixa manera, un dels glacis fou construït sobre els flancs sud i oest de la fortalesa. Es tracta d'un aparell de pedres de talla en pendent fort, que se sustenta sobre la muralla. Aquest glacis omple dues funcions diferents: primer reforça el mur interior contra els sismes, també conté una galeria amb espitlleres per a arquers, cosa que reforça el poder de la fortalesa.
En el mateix temps, el flanc sud fou considerablement modificat. Les torres quadrades es van canviar per dues torres rodones i una tercera en forma de ferradura es va construir al mig de la muralla. Es tracta d'un reforç defensiu en el flanc sud, particularment exposat als atacs. Un nivell superior es va ajuntar a la galeria primitiva. La torre al mig del flanc oest també es va modificar i es va arrodonir.
El pati interior també es va fornir d'un edifici adossat al flanc est.
El 1250, Lluís IX de França s'instal·la a Orient i pren el cap dels croats. Portava amb ell arquitectes que van ajudar els croats a defensar les seves places fortes. Una nova muralla es va construir, probablement a partir dels consells d'aquests arquitectes. Aquesta muralla mesura nou metres d'alt i està situada entre 17 i 25 m de la fortalesa central, que és defensada per dotze torres rodones d'acord amb els estàndards de l'arquitectura militar europea de l'època, cosa que fa que els projectils siguin menys eficaços. Aquestes torres no presenten angles sortints fràgils. El segon mur es va situar al contrari del nus central, cosa que permet als diferents defensors de tirar-se sobre els atacants des de dues posicions.
També es va construir un claustre, que es va adossar a l'edifici central del pati, i pren com a model els claustres de l'Illa de França, cosa que sembla indicar que fou construir en honor de sant Lluís pels seus arquitectes.
També es van construir estables al contraflanc sud de la muralla exterior.

## Paper estratègic
El Krak va tenir un paper fonamental en l'estratègia defensiva dels croats a Terra Santa. El rei Andreu II d'Hongria el va definir com «la clau de les terres cristianes», mentre que el cronista Ibn al-Athir el va anomenar «l'os entravessat al coll dels musulmans». Aquesta importància estratègica es va deure a dos factors principals, la posició geogràfica i la seva invulnerabilitat, ja que mai no fou pres per les armes des que els croats el van conquerir, el 1109.

### Defensa dels estats llatins
El Krak era un nus principal en la xarxa de fortaleses que asseguraven la defensa i la dominació dels territoris francs. Des de les torres, es podien veure les fortaleses del castell Blanc a l'est i d'Akkar al sud. Dos focs d'alarma es podien engegar i prevenir d'un atac a totes les places fortes del comtat de Trípoli.
Un altre avantatge de la posició geogràfica del Krak era, paradoxalment, que no estava situat sobre una ruta principal, cosa que feia més difícil un atac d'envergadura. Saladí, després d'Hattin, comptava amb un exèrcit de 40.000 soldats, però no es va decidir a atacar el Krak, ja que sabia que seria difícil prendre'l. Els hospitalers, des d'aquí, van organitzar atacs als aprovisionaments de la rereguarda musulmana.

### Una base en la rereguarda hospitalera
Per una part, la localització geogràfica a la frontera dels regnes croats i de les terres musulmanes, la força defensiva i la mida (podia acollir fins a 2.000 cavallers armats), el Krak era una base ideal per a conduir atacs i raids contra les ciutats i forces musulmanes. Així, el 1230, l'emir d'Homs va refusar de pagar el seu tribut al comte de Trípoli; templers i hospitalers van reunir un exèrcit de 200 cavallers i 2.700 peons i després van llançar uns atacs i pillatges a aquestes terres, fins que l'emir va cedir. Aquests raids eren destructors i la rapidesa els feia imparables, el Krak servia com a base dels pillatges.